# Dystrykt Mkushi
Dystrykt Mkushi – dystrykt w środkowej Zambii w Prowincji Centralnej. W 2000 roku liczył 107 438 mieszkańców (z czego 50,85% stanowili mężczyźni) i obejmował 19 357 gospodarstw domowych. Siedzibą administracyjną dystryktu jest Mkushi.